# 降伏

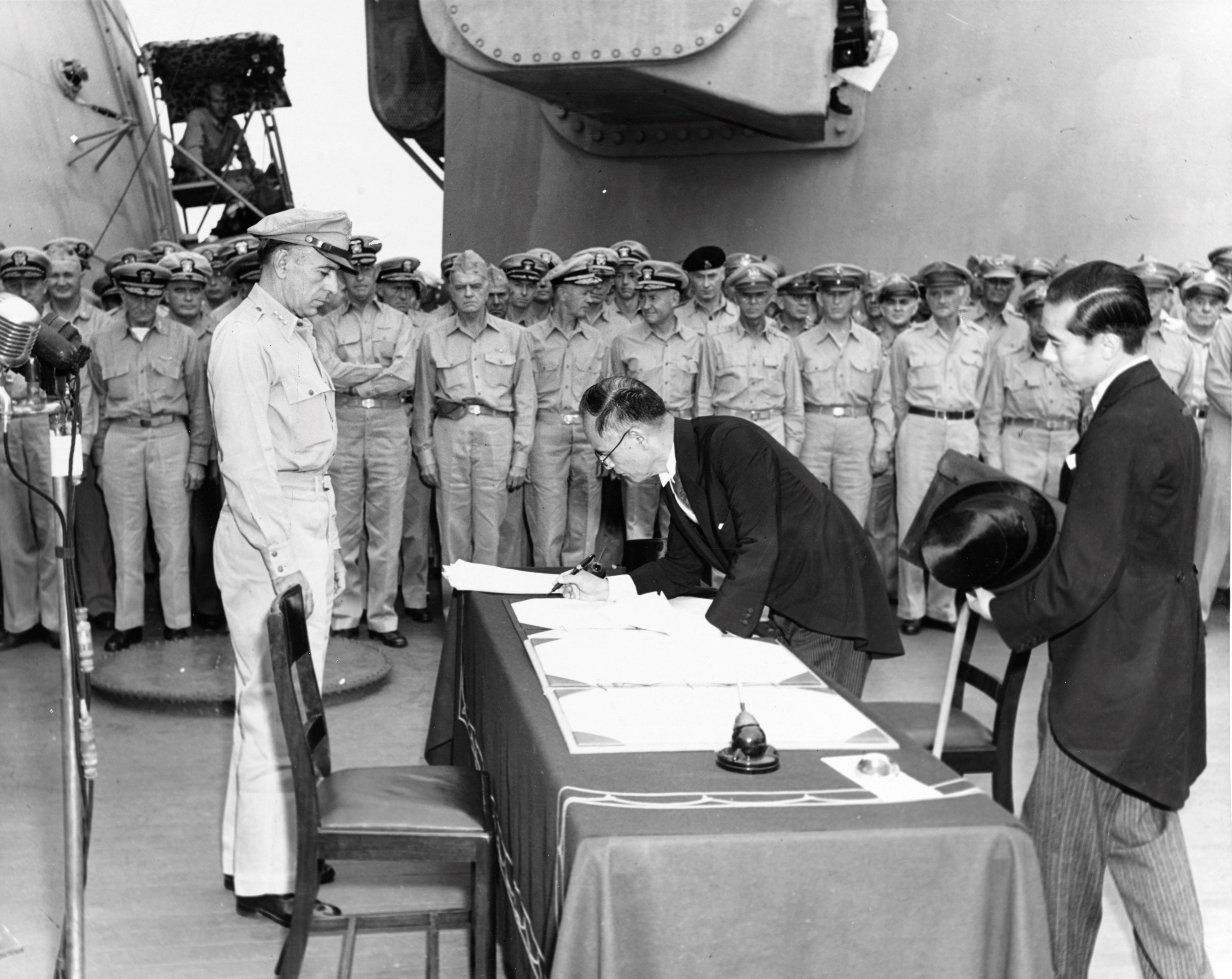
太平洋戦争（大東亜戦争）に於ける日本の降伏文書調印

降伏（こうふく）とは、戦争において軍隊、あるいは個々の戦闘員が敵に対する戦闘行為をやめて、その支配下にある地点・兵員・戦闘手段を敵の権力内に置くこと。降服、投降ともいう。広義には抵抗を止めて相手に服従すること。

## 概要
軍人、その他の戦闘員が指揮官の命令、或いは個々の判断によって戦闘を中止し、捕虜となることである。白旗を掲げたり（白旗の掲示そのものは降伏を表すのではなく、軍使の派遣を要請している意思表示である）、何も持たずに両手を開いて挙げたりすることで投降の意思を示す。海上では白旗に加え、投降側の艦船は自らが降参する意思を持つことを具体的に示さねばならず例えば砲撃・雷撃の停止や機関停止、砲口の向きを外す、戦闘旗を降ろすなど抗戦の意思を持たず武装解除を受ける用意があることを示すことが必要である。投降者は意志に反して傷つくのを避ける事ができ、相手は戦闘を回避できる。当事者双方にとって意味がある事であるので軍使による降伏交渉や降伏勧告が良く行われる。
兵士が個人で降伏する場合、戦場の混乱と戦闘中の激情のもとでその場で殺害されてしまう事例がしばしばあるが、これは戦時国際法（ハーグ陸戦条約23条ハ号）で禁止されており、違反行為は締約国の軍法あるいは国際戦犯法廷で裁かれる。組織的降伏においても、助命・安全その他一定の条件等を約して降伏させた者をそれに反し殺傷することは、背信行為として禁止事項に該当（ハーグ陸戦条約23条ロ号）し、また、助命しないことを宣することも禁止事項となる（ハーグ陸戦条約23条ニ号）ので、実質、助命を条件に降伏してきた兵士・部隊は殺害されることがないよう定められている。降伏の申出は一般に白旗を掲示した軍使によるが（ハーグ陸戦条約32条）、軍使を計略の手段として利用している場合は軍使の不可侵権は失われる（34条）。
降伏の条件や捕虜の権利はジュネーヴ条約やハーグ陸戦条約によって規定されている。
降伏する側が勝利者に対して、約束が確実に果たされるときのみに降伏を受け入れる場合、条件付降伏と呼ばれる。しかし、勝利者が国際法に定められたこと以外に何の約束もしないときや、通告した条件以外での降伏を認めず交渉拒否を宣言する場合、これを受入れることも一般的に無条件降伏と呼ばれる。
国家が戦争および軍事衝突を終結させるために自国の軍を降伏させることがある。この場合、紛争国間の合意や片方の一方的な宣言によりなされるものであり、締約により条約的性格を持つ（降伏条約）。戦時国際法の状況下においては、国際法に合意された諸条約において国家による降伏行為の当事適格性については不分明であるが、慣例的にハーグ陸戦条約付属書36条以降にもとづき休戦協定を結び、のち平和条約の締結をすることになるか、第三款「占領」による戦闘終結のいずれかとなる。この場合、被占領や降伏の帰結として軍を保有する政体が消滅したり（デベラチオ（戦亡）ナチスドイツの後継フレンスブルク政府やイラク共和国フセイン政権など）、亡命政権・抵抗政権にとって替わられたり（南ベトナム共和国など）、干渉戦争（アフガニスタン紛争など）や内戦終結時の終結宣言など、例外も多く一般的なプロトコルがあるわけではない。休戦協定から平和条約に至るまでの複数の条約を降伏条約群と呼ぶことがある。
占領時の戦闘を避けるために国家や軍が都市に無防備都市宣言を出すことがある。これは組織的降伏の一種でありハーグ陸戦条約付属書25条における無防備都市を具体化したジュネーヴ条約追加第1議定書によるもので、戦争中に相手国に対して宣言するものである。平和時に地方自治体が戦争に巻き込まれない事を条例で謳おうとする市民運動については無防備都市宣言#無防備地域宣言運動を参照。

### 第二次世界大戦
- イタリアの降伏（1943年9月8日）
- ドイツの降伏文書（英語版）（1945年5月8日）
- 日本の降伏（1945年9月2日）